# Джон Яр (керлінгіст)
Джо́н (Джо́нні) Я́р (нім. John Jahr, нар. 10 квітня 1965, Гамбург, Німеччина) — німецький бізнесмен-мільйонер та керлінгіст, учасник зимових Олімпійських ігор (2014). Чемпіон Європи з керлінгу (1985), срібний призер чемпіонату світу (1987). Ведуча рука — права.

## Життєпис
Джон Яр народився у Гамбурзі в родині члена ради директорів видавничої компанії, що була заснована його дідом та партнерами. Окрім друкарської справи батько хлопця цікавився керлінгом та заснував у Гамбурзі міський керлінговий клуб, де й почав займатися цим видом спорту майбутній чемпіон Європи. У 1984 році Джон як скіп взяв участь у Молодіжному чемпіонаті світу з керлінгу, де посів з командою 7-ме місце. Після цього він приєднався до команди Роджера Густафа Шмідта разом з яким став переможцем чемпіонату світу 1985 та здобув «срібло» європейської першості 1987 року. У 1990 році команда спробувала повторити своє досягнення на Чемпіонаті Європи, однак посіла лише 10-те місце. У 1996 році Яр вже як капітан команди вирушив на Чемпіонат світу серед чоловіків, де німецькі спортсмени посіли 9-ту позицію.
Кінець 1990-х років був ознаменований для Джона Яра закінченням кар'єри керлінгіста та зосередженням на бізнес-адмініструванні. Окрім частини видавничої компанії Gruner + Jahr під його керівництвом перебувала компанія з продажу нерухомості та частка акцій декількох казино. Після смерті батька у 2006 році потреба у більш ретельному веденні справ стала ще актуальнішою, тож про спортивну кар'єру Джон тимчасово забув. Втім його мрією все ще лишалася участь у Олімпійських іграх, тож у 2010 році Яр повернувся до спорту, створивши власну команду на базі Гамбурзького керлінгового клубу. У доолімпійський період разом з партнерами він встиг взяти участь у двох Чемпіонатах Європи (2011, 2013) та Чемпіонаті світу (2012), втім значних успіхів на цих турнірах команда Яра не досягла (окрім перемоги у підгрупи B в 2013 році). Зважаючи на невдалі виступи Німеччини на останніх світових першостях, країна автоматично не отримала ліцензію на зимову Олімпіаду, тож команда змушена була проходити олімпійський кваліфікаційний турнір, де здобула дивовижну і неочікувану перемогу.
У лютому 2014 року Джон у складі збірної Німеччини взяв участь у зимових Олімпійських іграх в Сочі, що стали для нього першими у кар'єрі. З 9 проведених на Іграх матчів німцям вдалося перемогти лише в одній, внаслідок чого вони посіли останнє десяте місце і до раунду плей-оф не потрапили.

## Виступи на Олімпійських іграх
| Змагання                     | Місто | Місце | % кидків |
| ---------------------------- | ----- | ----- | -------- |
| Зимові Олімпійські ігри 2014 | Сочі  | 10    | 75 %     |